# گوستاوو آدریان لوپز
گوستاوو آدریان لوپز (اسپانیایی: Gustavo Adrián López‎؛ زادهٔ ۱۳ آوریل ۱۹۷۳) بازیکن فوتبال اهل آرژانتین است. 

## تیم ملی
وی در تیم ملی فوتبال آرژانتین نیز بازی کرده‌است.